# Ballutgi, Yelbarga
Ballutgi là một làng thuộc tehsil Yelbarga, huyện Koppal, bang Karnataka, Ấn Độ.